# Franz-Josef Spalthoff
Franz-Josef Spalthoff (* 19. Juli 1923 in Gladbeck; † 4. November 2004 in Bottrop) war ein deutscher Atommanager und wichtiger Vertreter der Energiewirtschaft in den 1980er Jahren. Zudem war er als Kommunalpolitiker und Bürgermeister (CDU) engagiert.

## Leben
Franz-Josef Spalthoff besuchte ab 1934 das Realgymnasium in Gladbeck und wurde mit dem Notabitur 1942 zur Luftwaffe eingezogen, bei der er als Aufklärungsflieger eingesetzt war. Bei Kriegsende geriet er in norwegische Kriegsgefangenschaft, aus der er im Sommer 1945 entlassen wurde. 1946 holte er sein Abitur nach und studierte von 1947 bis 1952 Elektrotechnik an der Technischen Hochschule Darmstadt. 1948 wurde er Mitglied der katholischen Studentenverbindung KDStV Nassovia zu Darmstadt im CV.
Spalthoff begann seine berufliche Laufbahn beim Kraftwerk Mainz/Wiesbaden und wechselte dann zu Siemens AG nach Erlangen. Nach verschiedenen Stationen wurde er Betriebsleiter eines Großkraftwerkes der Rheinbraun AG. 1969 wurde er Leiter des gesamten Kraftwerksbereiches der RWE AG in Essen, 1977 Generalbevollmächtigter beim Energiekonzern RWE. 1979 wurde Spalthoff als Vorstandsmitglied der RWE der führende deutsche Manager in der Energiewirtschaft.
Spalthoff wurde 1987 Aufsichtsratsmitglied der Gutehoffnungshütte (GHH) sowie 1987 Vorsitzender des Aufsichtsrats der Nukem GmbH, die mit ihrer Tochterfirma Transnuklear GmbH 1981 bis 1987 in den Hanauer Uranskandal verwickelt war. Er war unter anderem auch Aufsichtsratsmitglied im Krupp-Konzern.
Franz-Josef Spalthoff war zudem als Kommunalpolitiker engagiert. Von 1969 bis 1974 war er Bürgermeister der Gemeinde Brauweiler und von 1974 bis 1979 nach der kommunalen Neugliederung Bürgermeister in der Gemeinde Pulheim.
Spalthoff war seit 1957 mit einer Ärztin verheiratet. Aus der Ehe gingen drei Töchter hervor.

## Ehrungen und Auszeichnungen
- Verdienstkreuz am Bande des Verdienstordens der Bundesrepublik Deutschland (1979)
- Verdienstkreuz 1. Klasse des Verdienstordens der Bundesrepublik Deutschland (1984)
- Ehrendoktorwürde zum Dr.-Ing. e. h. der Technischen Hochschule Stuttgart (1984)
- Ehrenmitglied und Baccaraträger des KG Brauweiler Karnevalsfreunde.